# Melissa Haney
Melissa Haney é uma aviadora Inuk de Quebec, Canadá. Ela trabalha para o Air Inuit, e é conhecida por ser a primeira mulher Inuk a alcançar o posto de capitão como piloto. Em 2017, a canadense Ninety-Nines" lançou um selo postal em comemoração das suas realizações.

## Vida pessoal
Haney é casada com outro capitão da Air Inuit chamado Pierre-Olivier, e o casal tem dois filhos.